# Plaça de Rovira i Trias
Plaça de Rovira i Trias, també coneguda popularment com la plaça dels Tres Senyors, és una plaça del barri de Gràcia de Barcelona emmarcada pels carrers de Rabassa i de Torrent de les Flors, i travessada pel carrer de la Providència. Porta des de 1861 el nom de l'arquitecte que va urbanitzar i va parcel·lar aquella àrea, Antoni Rovira i Trias.

## Descripció
És una plaça rectangular de 2.500 m² delimitada pel carrer Rabassa i pel carrer del Torrent de les Flors, alhora que dividida en dos pel carrer de la Providència. Des dels inicis la plaça ha comptat amb una font d'aigua i l'actual és de dos brocs. Es conserven cinc bancs de pedra massissa i al central-sud s'erigeix l'escultura A Rovira i Trias de Joaquim Camps. També hi ha dotze bancs de fusta, sis a cada banda. La plaça sempre ha estat arbrada i en l'actualitat compta amb trenta-dos plataners. El més proper a la font és centenari i sobreviu des de la primera plantació.

## Història
La construcció de la plaça es feu com a part del procés d'urbanització de la zona. Els propietaris Miquel Massens i Soler, Ramon Rabassa i Pla i Manuel Torrente i Flores decidiren unir-se en aquesta empresa, atès que no complien la superfície mínima requerida per fer-ho per separat. El pla va ser encarregat a l'arquitecte Antoni Rovira i Trias. Els tres propietaris decidiren que la plaça dugués per nom "Antoni Rovira" en honor de la seva tasca, nom que s'ha mantingut des del 1861, amb l'addició del segon cognom el 1922. Abans de ser incorporada a la Vila de Gràcia, pertanyia al barri de La Salut i esdevingué un dels seus pols d'atracció. Fou a la plaça on s'obriren les primeres botigues de queviures i serveis del barri.
L'any 1879 es va aprovar el projecte d'ampliació del tramvia des de la plaça de Santa Anna de Barcelona fins a la plaça Rovira; va ser construït i explotat per la Companyia Tramvia de Barcelona, Ensanche y Gracia. Aquest pla havia estat impulsat per Josep Conivel des de 1874, després d'una dilatada reivindicació veïnal. El tramvia constava d'un curt recorregut de 2.800 metres que connectava el veïnat amb la ciutat de Barcelona i va circular per la plaça fins al 5 de febrer de 1968, quan la línia 39 va ser discontinuada.

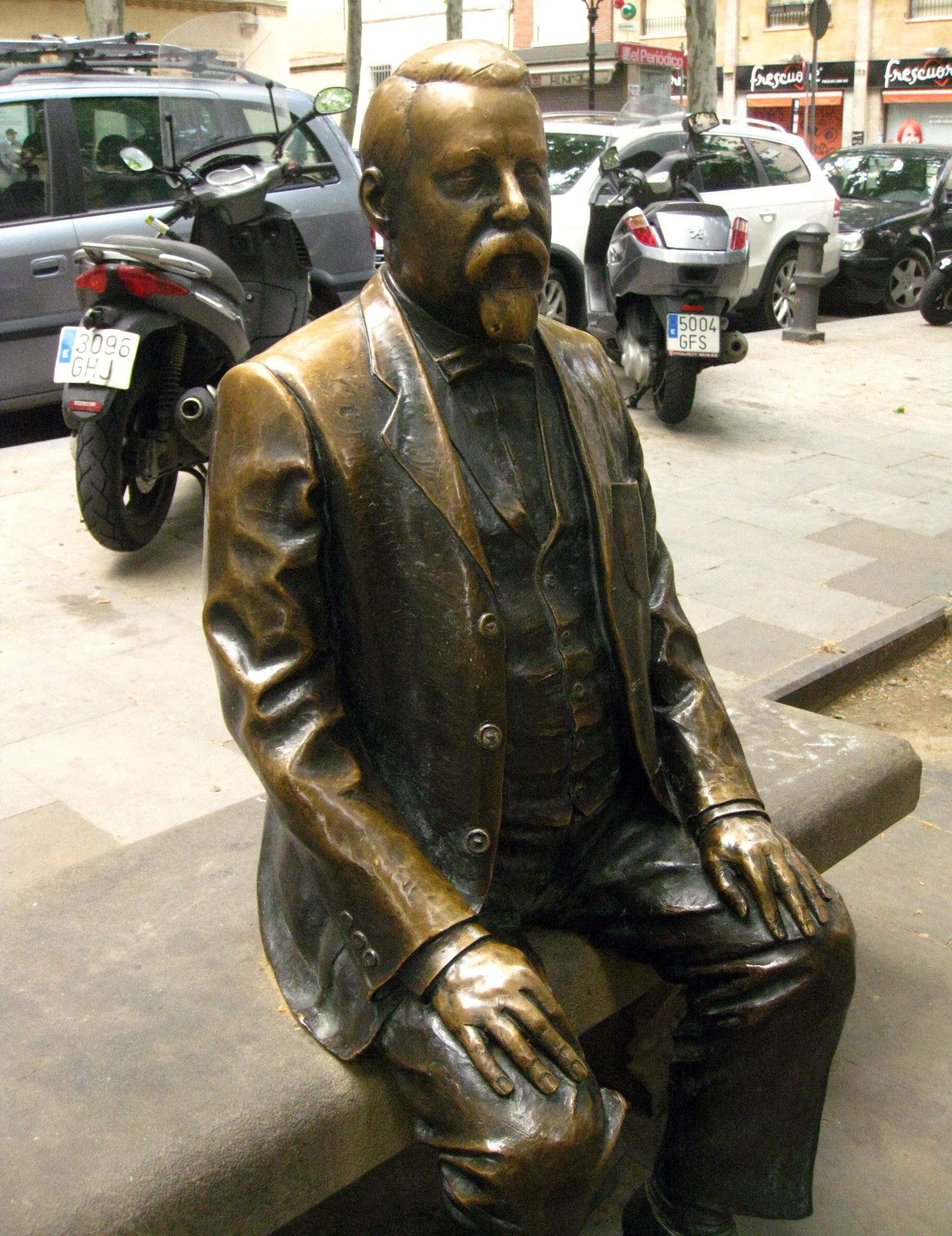
A Rovira i Trias el 2013.

Un dels establiments més emblemàtics presents a la plaça fou el cinematògraf Rovira. Obrí les portes els dijous, dissabtes i festius entre els anys 1909 i 1965. Va tenir força rellevància entre el veïnat del nord del barri, perquè fins llavors el cinema més proper era el cinema Ideal, el qual es trobava molt més al sud del barri. Davant del cinema hi hagué instal·lat durant molts anys un urinari públic masculí de ferro a l'estil parisenc.
Fins al voltant de 1985 la plaça va ser totalment rodable i fou a partir de llavors que les voreres s'ampliaren fins a limitar l'accés dels vehicles només l'ample del carrer de la Providència i als dos carrers perpendiculars a aquest.
El 1990 s'instal·là l'escultura de bronze A Rovira i Trias de Joaquim Camps. La figura representa Antoni Rovira assegut en un dels bancs i en un posat circumspecte. Als seus peus hi ha una placa, també de bronze, amb el mapa del seu pla urbanístic per a l'Eixample, el qual no es va arribar a executar mai. Els veïns de la zona anomenen l'escultura com l'avi.
L'any 2001 la plaça va ser una de les localitzacions de la pel·lícula El Embrujo de Shangai (2002) del director Fernando Trueba, ambientada en la postguerra i basada en la novel·la homònima de l'escriptor gracienc Juan Marsé.